# Schönfeld (Schnabelwaid)
Schönfeld (oberfränkisch: Schaanfeld) ist ein Gemeindeteil des Marktes Schnabelwaid im Landkreis Bayreuth (Oberfranken, Bayern). Schönfeld liegt in der Gemarkung Schnabelwaid.

## Lage
Östlich des Dorfes grenzt der Schnabelwaider Kütschenrain an. Eine Gemeindeverbindungsstraße führt die Bahnstrecke Nürnberg–Cheb unterquerend zur Bundesstraße 2 (0,8 km westlich) bzw. nach Schnabelwaid (1,8 km nördlich).

## Geschichte
Der Ort wurde 1119 als „Sconeueld“ erstmals urkundlich erwähnt. Der zugrundeliegende Flurname bedeutete damals schon zum schönen Feld. Der Ort wurde vom Nürnberger Burggrafen Johann 1404 von Borzywoy von Schweinarz abgekauft. In der Rechtsnachfolge der Nürnberger Burggrafen unterstand Schönfeld in der Fraisch dem brandenburg-bayreuthischen Oberamt Pegnitz. Von 1791/92 bis 1810 war das preußische Justiz- und Kammeramt Pegnitz zuständig.
Mit dem Gemeindeedikt (frühes 19. Jahrhundert) wurde Schönfeld dem Steuerdistrikt Schnabelwaid und der Ruralgemeinde Zips zugewiesen. Im Zuge der Gebietsreform in Bayern wurde Schönfeld am 1. Mai 1978 nach Schnabelwaid eingegliedert.